# Våmb

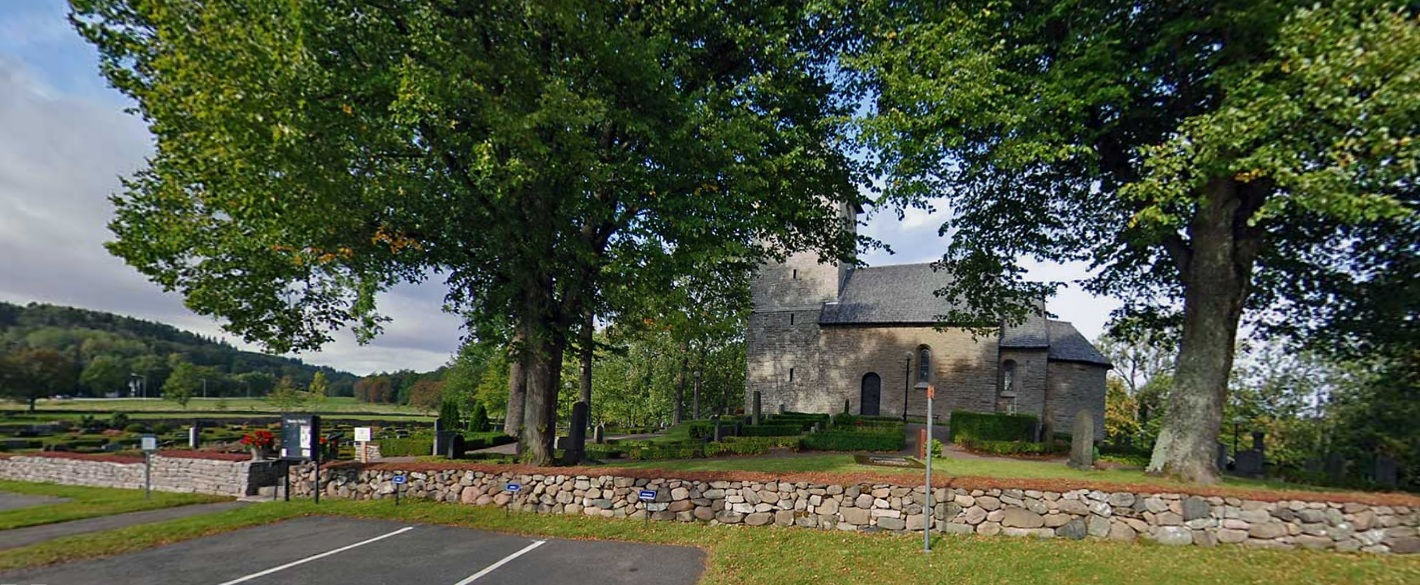
Våmbs kyrka.

Våmb är kyrkbyn i Våmbs socken och en stadsdel i västra Skövde utmed Skaravägen. Samhället har cirka 150 invånare och är känt för sin medeltida kyrka från 1100-talet, Våmbs kyrka.